# Andreas Blau (Unternehmer)

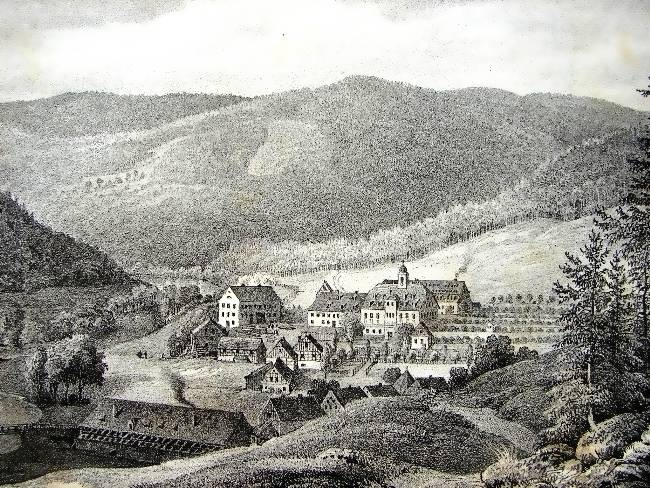
Hammerwerk Blauenthal, Lithographie von 1841

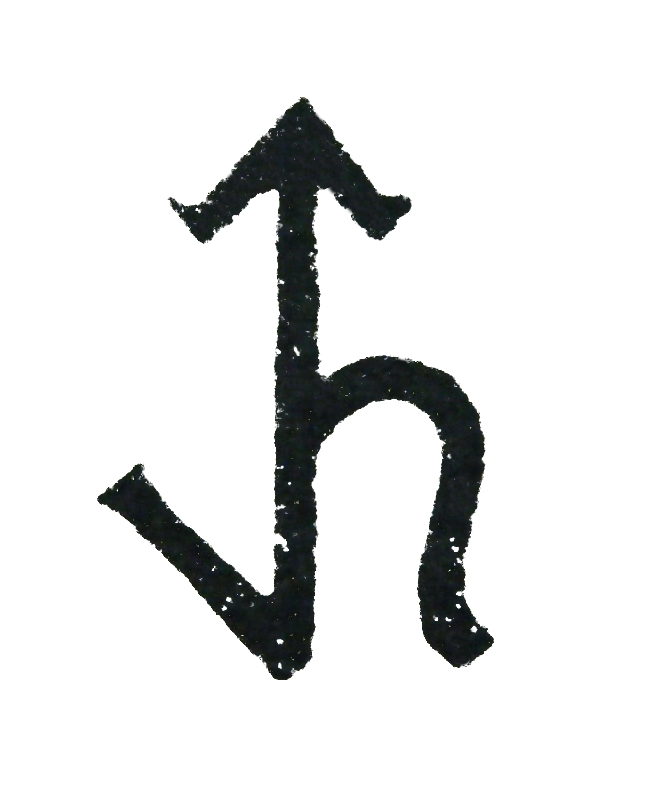
Hausmarke des Andreas Blau aus Nürnberg

Andreas Blau, zeitgenössisch Endres Plaue oder Endres Plaw, war ein frühneuzeitlicher Unternehmer im westlichen Erzgebirge.

## Leben
Er stammte aus Nürnberg und handelte mit Zinn. Blau ließ sich in Sosa bei Eibenstock nieder, wo er einen Freihof erwarb, als dessen Besitzer er 1518 erwähnt wird. Nach anderen Angaben kam er erst 1530 nach Sosa und heiratete in den dortigen Freihof ein. Nordwestlich von Sosa, im Tal der Zwickauer Mulde, kaufte er eine Mahl- und Brettmühle. In deren Nähe legte er um 1530 zwei Hammerwerke an, die bald nach ihm Ober- und Unterblauenthal genannt wurden. Daraus gingen die Orte Wolfsgrün und Blauenthal hervor. In seinen Hammerwerken begann er nach Amberger Vorbild die Weißblechfabrikation. Dies dürfte in größerem Umfang im Erzgebirge die Weißblechproduktion in anderen Hammerwerken zur Folge gehabt haben. Blau brachte für seine Werke sogar aus der Oberpfalz fachlich versierte Arbeiter mit. Zusammen mit seinem Bruder Balthasar betrieb er in Schneeberg eine Handelsfirma für Zinn und andere Metalle. Er kaufte als Zinnhändler 1533/34 große Teile des Zinns der Eibenstocker Schmelzhütte auf und gründete 1537 die Neue Gesellschaft des Blechhandels, der der sächsische Kurfürst einen Vorschuss von 7000 Gulden gab und beitrat. Diese war eine Konkurrenzorganisation zu der in der Oberpfalz bestehenden vergleichbaren Organisation, wahrscheinlich der Amberger Zinnblechhandelsgesellschaft. Streit mit den Mitgesellschaftern ließen Blau 1541 nach Nürnberg fliehen. Nach seiner Rückkehr entdeckte er wertvolle Erzlagerstätten. Die Neue Gesellschaft war eine Vorläuferin der Erzgebirgischen Blechcompagnie. Mit der Errichtung der Eisenhämmer werden auch die Blechzeichen entstanden sein, mit denen man die Fässer der für den Versand vorgesehenen verschiedenen Blechsorten versah. Für diesen Blechhandel hatten Andreas Blau und seine Gesellschafter eine Art Monopol im ernestinischen Kursachsen erhalten.

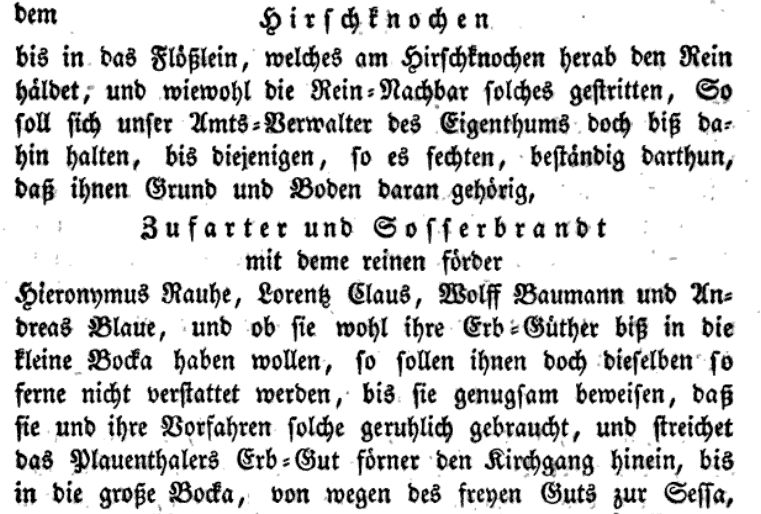
Holzordnung von 1560 für das Amt Schwarzenberg – Andreas Blau wird genannt

Auf Anordnung des kursächsischen Hofes sah sich Blau Ende 1558 unter Haftandrohung gezwungen, seinen Besitz an seinen Sohn Andreas Blau jun. zu verkaufen, um so bestehende Schulden tilgen zu können. Andreas Blau ist im Januar 1559 aktenkundig als Besitzer des Freihofes Sosa nebst dem zugehörigen Hammerwerk nachweisbar, auch wenn der Lehnbrief erst am 10. Januar 1561 ausgestellt wurde. Bei dem in der Holzordnung des sächsischen Kurfürsten von 1560 für das Amt Schwarzenberg erwähnten Andreas Blau dürfte es sich demnach um Andreas Blau jun. handeln. Als Andreas Blau jun. am 13. Juni 1564 seine erzgebirgischen Besitzungen an Georg Zobelt und Franz Brehm veräußerte, wird er als inzwischen geadelter Leibarzt von Erzherzog Ferdinand in Innsbruck bezeichnet.